# 西蘭花
西蘭花，又稱西芥藍、西芥蘭、西蓝花、西蘭花、綠花菜、綠花椰菜、百加利（一些海外的中國餐館所用音譯），旧称木立花椰菜，是一種花類蔬菜。西蘭花源於意大利，和結球甘藍、擘蓝、宝塔花菜、花椰菜、淡绿花椰菜同為甘藍的變種。其栽種記錄可追溯至古羅馬時期，推斷最早產自意大利半島或西西里島。因产自西方，与另一甘蓝变种的芥蓝（香港俗作「芥蘭」）味道相似，故得名西蓝花、西兰花（西方的芥蓝/芥蘭），也因像花椰菜、呈青绿色而得名青花菜、绿花菜。

## 營養及食疗價值
西蘭花富含豐富維生素C和膳食纖維，還含有具強效抗癌性能的多種營養成分，如二吲哚甲烷和少量硒。每100克西蘭花就含有89.2毫克的維生素C，含量是大白菜的4倍。當中發現一種叫做3,3'-二吲哚甲烷的物質，對人的先天免疫系統好比一個有效的調製器，具有抗病毒，抗細菌和抗腫瘤活性作用。西蘭花還含有一種叫葡萄糖蘿蔔硫苷的化合物，它可以加工成一種抗癌化合物叫蘿蔔硫素。蘿蔔硫素的前身為硫代葡萄糖苷，經由芥子酶（myrosinase）轉化成蘿蔔硫素，然而芥子酶為熱不安定性，高溫烹煮會破壞活性，進而大量減少蘿蔔硫素的生成。另有研究指出，西蘭花嫩芽内含有异硫氰酸酯，其能有效抑制幽门螺杆菌生长，进而间接抑制致胃炎、胃溃疡甚至胃癌的发生或发展。西蘭花嫩芽比成熟的花头异硫氰酸酯浓度更高。
西蘭花苗（broccoli sprouts，baby broccoli）一般指三到四天大的西蘭花植株，含有豐富的黑芥子酶；如果西蘭花粉與西蘭花苗同時食用，那麼就可以同時獲得黑芥子酶和蘿蔔硫素。科學家表示，如果西蘭花及西蘭花乾粉與西蘭花苗一起食用，西蘭花苗中所含的黑芥子酶可促進西蘭花中蘿蔔硫素的形成和吸收，西蘭花抗癌功效就會增加一倍。

## 圖片

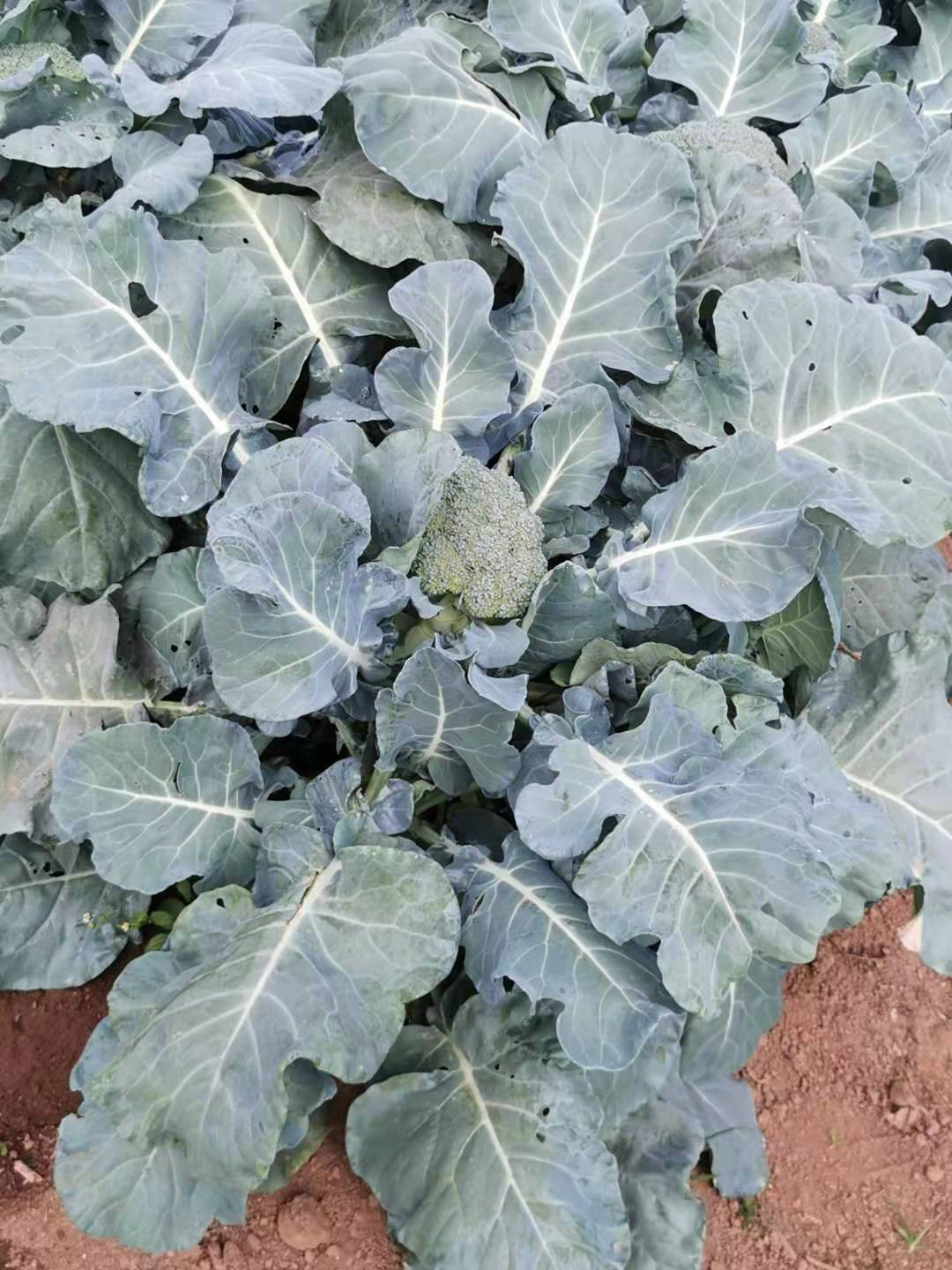
巨無霸青花菜，食用部分重量可達一公斤
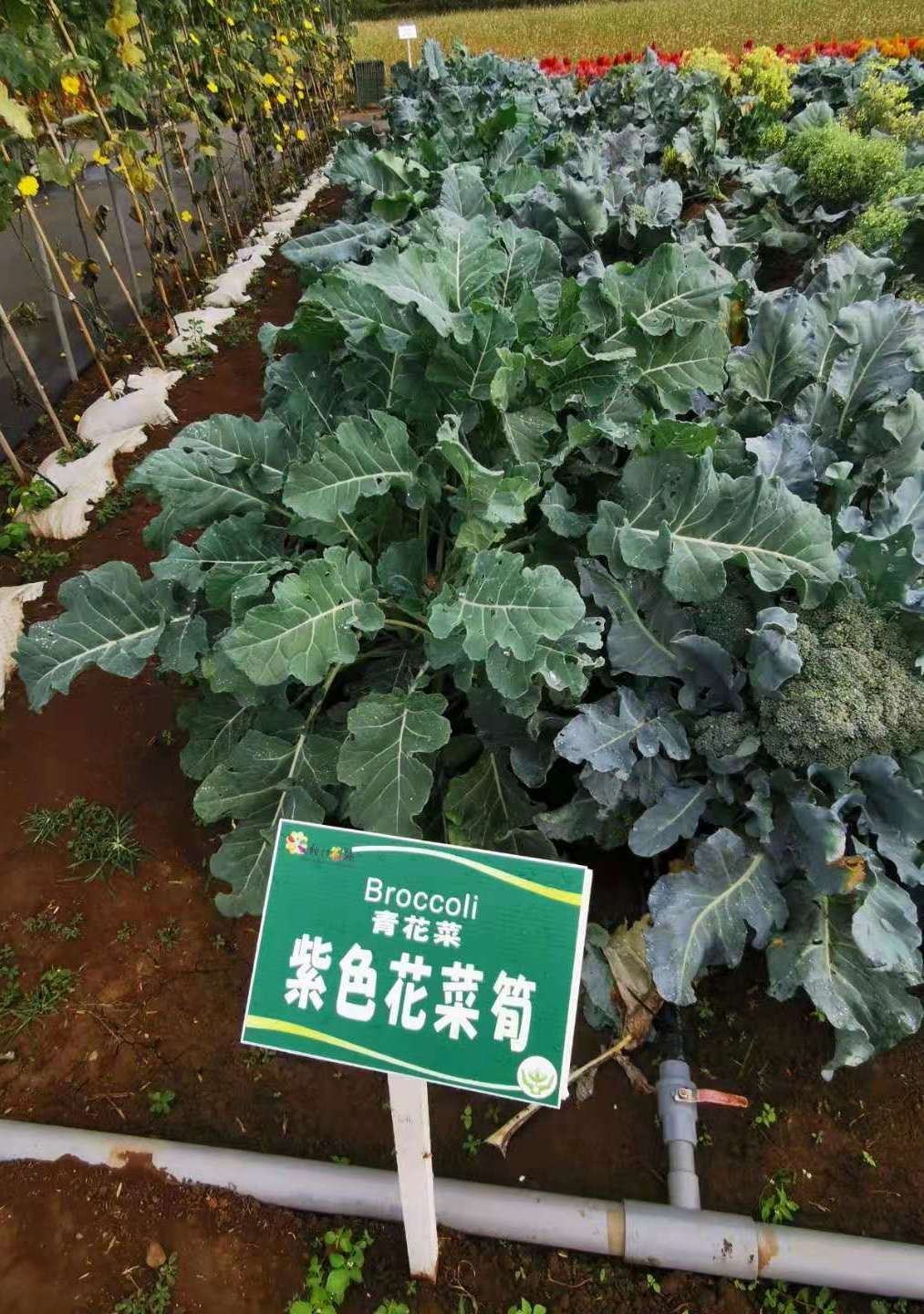
紫色青花菜

## 菜式
- XO醬西蘭花炒帶子（香港菜）
- 咸蝦膏帶子西蘭花